# Yakine Said M’Madi
Yakine Said M’Madi (* 11. März 2004 in Marseille) ist ein komorisch-französischer Fußballspieler, der bei Olympique Marseille unter Vertrag steht.

## Karriere

### Verein
M’Madi begann seine fußballerische Ausbildung 2009 beim FC Burel. Im Sommer 2014 wechselte er in die Jugendakademie von Olympique Marseille. In der Saison 2021/22 spielte er bereits 16 Mal für die zweite Mannschaft in der National 2. Er stand bereits im Kader der Ligue 1 und Conference League, stieg jedoch mit dem Zweitteam in die National 3 ab. In der Spielzeit 2022/23 spielte er nur noch in der Zweitmannschaft und auch noch in der Jugend, wo er sechsmal in der UEFA Youth League auflief und ein Tor schoss.

### Nationalmannschaft
Am 22. September 2022 debütierte M’Madi in einem Freundschaftsspiel bei einer 0:1-Niederlage gegen Tunesien, als er über die vollen 90 Minuten auf dem Platz stand.